# Heinrich Gretler
Heinrich Gretler (1 de octubre de 1897 - 30 de septiembre de 1977) fue un actor teatral y cinematográfico de nacionalidad suiza. Junto a Emil Hegetschweiler, Max Haufler, Alfred Rasser y Ruedi Walter, fue uno de los cinco principales actores suizos de su tiempo.

## Biografía
Nacido en Zürich-Hottingen, Suiza, era el tercer hijo de Heinrich Gretler, un auxiliar de laboratorio, y su mujer, Verona. Entre 1902 y 1912 cursó estudios primarios y secundarios en Zürich, y desde 1912 a 1915 se preparó en el centro Küsnacht de formación de maestros de escuela. Así, desde 1916 a 1918 fue maestro de escuela rural, trabajando después como profesor privado. 
Gretler, que había hecho algunas actuaciones en el teatro de aficionados, tomó clases de interpretación de Joseph Danegger y estudió canto. Inició su carrera como tenor bufo en 1918 en el Teatro de ópera de Zúrich, donde trabajó hasta 1926. Además, en el otoño de 1919 fue contratado para actuar en el Schauspielhaus Zürich. 
Tras su primera actuación en el cine, en el film sobre Guillermo Tell Die Entstehung der Eidgenossenschaft, en 1926 se fue a Berlín. Allí interpretó varios pequeños papeles, actuando en un principio en el Lustspielhaus y, entre 1928 y 1930, en el Volksbühne de Berlín y en el Theater am Schiffbauerdamm. En la primavera de 1933 trabajó en Das kleine Mahagonny, obra de Bertolt Brecht con la que viajó en gira por París y Londres.
Con la llegada al poder de los Nazis en Alemania, Gretler volvió a Zürich en 1933 y trabajó en el Cabaret Cornichon, formando parte del mismo desde 1935 hasta. Desde 1933 a 1935, y de nuevo desde 1938 a 1945, trabajó otra vez en el Teatro de ópera de Zúrich.
Gretler adquirió la reputación de ser el «Jannings suizo», e interpretó papeles principales en obras como Wilhelm Tell (de Schiller), Nathan el Sabio, Götz von Berlichingen (de Goethe), Der Hauptmann von Köpenick, Las alegres comadres de Windsor, Fuhrmann Henschel (a partir de Gerhart Hauptmann) y El cántaro roto. 
Además, actuó en muchas películas producidas por la defensa nacional espiritual, entre ellas Füsilier Wipf, Wachtmeister Studer y Landammann Stauffacher. Finalizada la Segunda Guerra Mundial, se centró en la actividad cinematográfica, trabajando en el escenario en raras ocasiones. Rodó numerosos filmes alemanes del género Heimatfilm en los años 1950, aunque haciendo pequeños papeles. Destacaron sin embargo sus actuaciones como Alpöhi en Heidi (1952) y Heidi und Peter (1955), y como Kohlhiesel en Kohlhiesels Töchter (1962). En 1963 volvió a Suiza, donde trabajó principalmente en la televisión. Su último papel fue el de Papa Albert IV en Der Tag, an dem der Papst gekidnappt wurde (1977). En total, a lo largo de su carrera Gretler trabajó en más de 120 filmes. 
Heinrich Gretler falleció en Zúrich, Suiza, en 1977, un día antes de cumplir los 80 años de edad. Fue enterrado en el Cementerio Enzenbühl de Zúrich. Había estado casado desde 1943 con la actriz Marion Wünsche.

## Selección de su filmografía
Cine 
| - 1924: Die Entstehung der Eidgenossenschaft - 1928: Der geheimnisvolle Spiegel - 1928: Der Kampf ums Matterhorn - 1929: Der Mann mit dem Laubfrosch - 1930: Los hombres del domingo - 1930: Die letzte Kompanie - 1930: Das Flötenkonzert von Sans-souci - 1931: Voruntersuchung - 1931: M - 1931: Berlin – Alexanderplatz - 1932: Fünf von der Jazzband - 1932: Die Gräfin von Monte-Christo - 1932: Der Diamant des Zaren - 1933: Ich und die Kaiserin - 1933: El testamento del Dr. Mabuse - 1933: Wie d’Warret würkt - 1935: Jä-soo! - 1935: Zyt ischt Gält - 1938: Füsilier Wipf - 1939: L’or dans la montagne - 1939: Wachtmeister Studer - 1940: Die missbrauchten Liebesbriefe - 1941: Gilberte de Courgenay - 1941: Landammann Stauffacher - 1942: Steibruch - 1944: Marie-Louise - 1947: Matto regiert - 1949: Weisses Gold - 1949: Mitenand gahts besser - 1949: Piccolo bandito - 1949: Swiss Tour - 1950: Der Seelenbräu - 1950: Föhn - 1950: Vom Teufel gejagt - 1951: Der fidele Bauer - 1951: Der letzte Schuß - 1952: Gefangene Seele - 1952: Nachts auf den Straßen - 1952: Herz der Welt - 1952: The Devil Makes Three - 1952: Heidi - 1952: Der Weibertausch - 1952: Die große Versuchung - 1953: Das Dorf unterm Himmel - 1953: Die Venus von Tivoli - 1953: Junges Herz voll Liebe - 1953: Mit siebzehn beginnt das Leben - 1953: Dein Herz ist meine Heimat - 1954: Die Sonne von St. Moritz | - 1954: Rosen-Resli - 1954: Uli der Knecht - 1954: Frühlingslied - 1955: Heidi und Peter - 1955: Oberarzt Dr. Solm - 1955: Ein Mann vergißt die Liebe - 1955: Der Pfarrer von Kirchfeld - 1955: Der Fischer vom Heiligensee - 1955: Rosenmontag - 1955: Sohn ohne Heimat - 1955: Die Försterbuben - 1956: Das Erbe vom Pruggerhof - 1956: Der Glockengießer von Tirol - 1956: Kleines Zelt und große Liebe - 1956: Der Schandfleck - 1956: Zwischen uns die Berge - 1957: Robinson soll nicht sterben - 1957: Jungfrauenkrieg - 1957: Der König der Bernina - 1957: Der 10. Mai - 1957: Die Heilige und ihr Narr - 1957: Der Pfarrer von St. Michael - 1958: El cebo - 1958: … und nichts als die Wahrheit - 1958: Der schwarze Blitz - 1958: Kinder der Berge - 1958: Die Käserei in der Vehfreude - 1959: Die ideale Frau - 1959: La vache et le prisonnier - 1959: Hast noch der Söhne ja…? - 1959: Alt Heidelberg - 1960: Himmel, Amor und Zwirn - 1960: Scheidungsgrund: Liebe - 1960: Anne Bäbi Jowäger – 1ª parte: Wie Jakobli zu einer Frau kommt - 1960: Immer will ich dir gehören - 1960: Sabine und die 100 Männer - 1961: Die Gejagten - 1961: Via Mala - 1961: Le cave se rebiffe - 1962: Es Dach überem Chopf - 1962: Liebling – Ich muß dich erschießen - 1962: Freddy und das Lied der Südsee - 1962: Wilde Wasser - 1962: Der 42. Himmel - 1962: … und ewig knallen die Räuber - 1962: Kohlhiesels Töchter - 1963: Der Unsichtbare - 1970: Immer die verflixten Weiber - 1970: Keine Angst Liebling, ich pass schon auf |

 Televisión 
- 1965: Das Leben des Horace A. W. Tabor
- 1966: De Tod uf em Oepfelbaum
- 1967: Landarzt Dr. Brock
- 1970: Spiele der Macht
- 1975: Der Tag, an dem der Papst gekidnappt wurde

## Premios
- 1962: Premio Hans Reinhart-Ring